# Un colpo di mano
Un colpo di mano (A Loint of Paw) è un racconto giallo di fantascienza di Isaac Asimov pubblicato per la prima volta nel 1957 nel numero di agosto della rivista The Magazine of Fantasy and Science Fiction.
Successivamente è stato incluso nell'antologia Misteri. I racconti gialli di Isaac Asimov (Asimov's Mysteries) del 1968.
È stato pubblicato varie volte in italiano a partire dal 1975, anche con i titoli A lorma di negge, Lura dex, Una nicchia nel tempo.
Il titolo originale del racconto è un gioco di parole sull'espressione anglosassone "a point of law" (detta anche "question of law"), che indica una domanda a cui si deve dare risposta interpretando la legge.

## Trama
Un criminale di nome Stein ha rubato più di 100.000 dollari con una truffa e poi, tramite una macchina del tempo, ha viaggiato fino al giorno dopo che il suo crimine è caduto in prescrizione. La storia racconta del processo a Stein, dell'accusa e della difesa, e di come il verdetto del giudice viene espresso con un gioco di parole.